# Spermophilus taurensis
Spermophilus taurensis es una especie de roedor de la familia Sciuridae.

## Distribución geográfica
Es  endémica de los Montes Tauro de Turquía. Fue identificado por primera vez como una especie distinta en Asia Menor en 2007.